# Hannes Aiginger

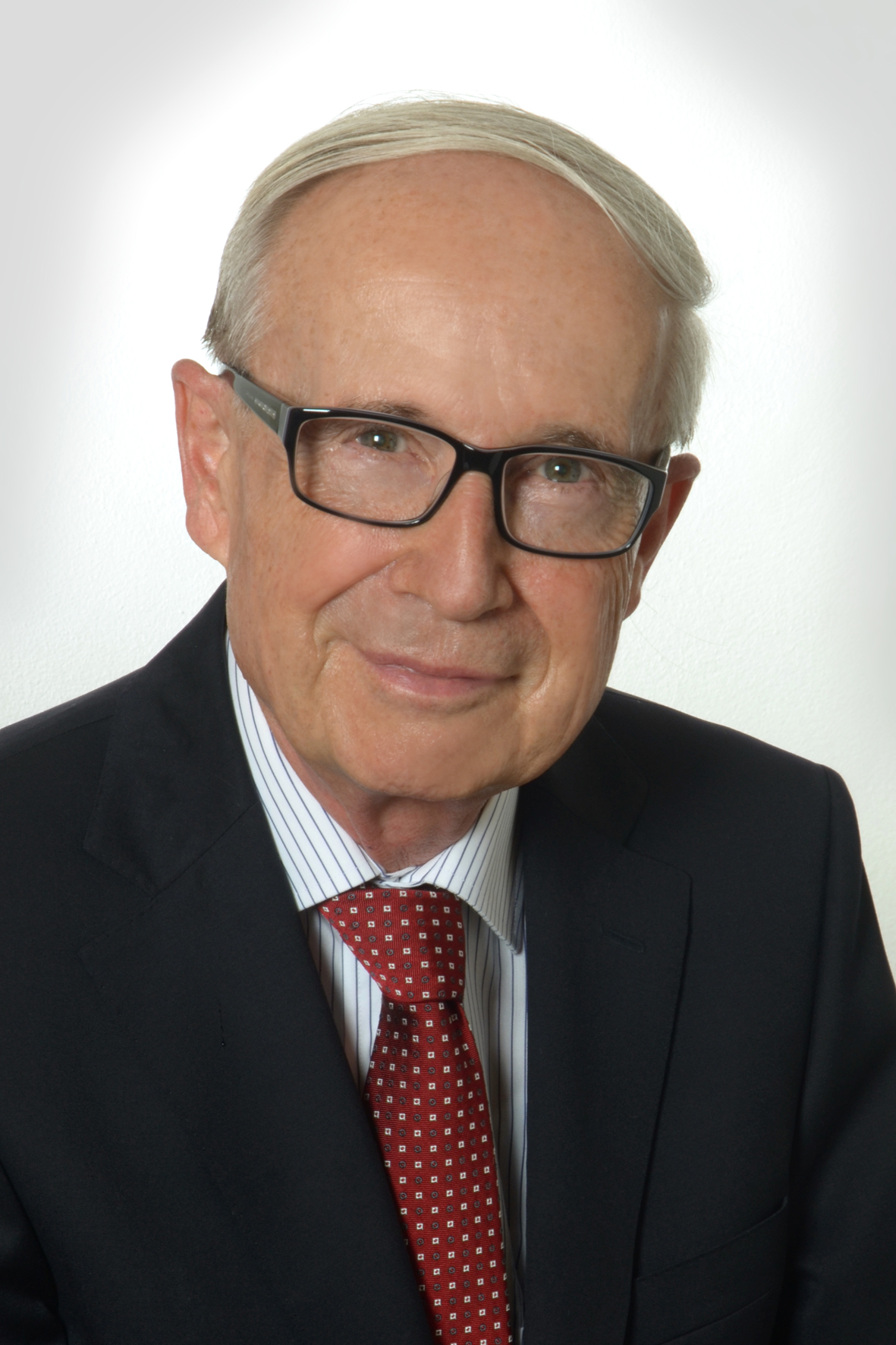
Hannes Aiginger

Hannes Aiginger, eigentlich Johannes Aiginger, (* 12. April 1937 in Wien) ist ein österreichischer Wissenschaftler, der die österreichische Forschungspolitik als Universitätsprofessor am Atominstitut der Technischen Universität Wien auch nach seiner Emeritierung 2005, etwa durch die Realisierung des MedAustron Zentrums zur Protonen und Kohlenstoffionen Therapie, nachhaltig beeinflusst.

## Leben
Hannes Aiginger studierte ab 1956 an der Technischen Hochschule Wien und promovierte 1963 zum Doktor der Technischen Wissenschaften. Seit 1957 ist er Mitglied der katholischen Studentenverbindung KaV Norica Wien. 1969 erfolgte die Habilitation auf dem Gebiet der Physik der Elektronen-, Röntgen- und Gammastrahlung. Seit 1973 leitete er die Beschleunigerabteilung des Atominstituts der Österreichischen Universitäten. Nach Funktionen als Vorsitzender der Studienkommission für technische Physik, Mitglied des Senats der technischen Universität Wien und Studiendekan erfolgte 2005 die Emeritierung als ordentlicher Universitätsprofessor.

## Werk
Hannes Aiginger beschäftigte sich mit der Messung von Wirkungsquerschnitten der Elektronenstrahlung und folglich auch mit der Röntgen- und Gammastrahlung. Er initiierte die Installierung eines Teilchen-Beschleunigers am Atominstitut der Österreichischen Hochschulen, studierte am CERN in Genf und forcierte die permanente Kooperation Österreichs mit diesem weltführenden Institut. Die friedliche Anwendung der Atomphysik, mit Fokus auf Röntgenphysik, Strahlenschutz, Medizinphysik und Umweltanalytik bilden die Schwerpunkte seiner wissenschaftlichen und wissenschaftspolitischen Laufbahn.
Seit 1970 galt sein Interesse der Entwicklung von Verfahren zur Verbesserung der Nachweisgrenze in der Röntgenfluoreszenzanalyse (RFA), nämlich der Totalreflexions-Röntgenfluoreszenzanalyse (TRFA, TXRF) und der RFA mit polarisierter Primärstrahlung (Einführung ebener und gekrümmter Bragg-Polarisatoren). Beide Verfahren sind heute international anerkannt und werden besonders für die Analyse von Umweltproben, biologisch-medizinischen Proben, aber auch für Oberflächenuntersuchungen angewandt.
Die technisch-wissenschaftliche, organisatorische und legistische Entwicklung des Strahlenschutzes in Österreich wird vom Österreichischen Verband für Strahlenschutz (ÖVS), einer Mitgliedsorganisation der International Radiation Protection Association (IRPA) maßgeblich mitgestaltet. Als Gründungsmitglied (1966) und Vizepräsident (1974 bis 1992) dieses Verbandes war Hannes Aiginger vor allem um die internationalen Kontakte und um die Nachwuchsförderung bemüht, was zur Etablierung des Zakovsky-Preises des ÖVS führte.
Als Präsident des österreichischen Akademikerbundes half er die Nachkriegsprobleme in der Politik durch seine liberale weltoffene Ausrichtung zu überwinden. Hannes Aiginger war Mitglied der Wiener und Österreichischen Leitung der ÖVP und auch in zahlreicher überparteilichen Hochschulkommissionen, in denen er unter anderem mit der Instrumentierung des Studiengesetzes Tech-90 (Studienordnung, Studienpläne) und auch als Vorsitzender der Österreichischen Gesamtstudienkommission für Technische Physik ab 1988, einen wesentlichen Beitrag beisteuerte.
Ein Projekt, das ohne seine Initiative und Netzwerkbildung nicht entstanden wäre, ist das MedAustron Zentrum in Wiener Neustadt, ein interdisziplinäres Bestrahlungs- und Forschungszentrum für Strahlenmedizin, mit entscheidender Bedeutung für die Krebsforschung und -heilung. Er verfasste das grundlegende „Greenbook“ für dieses Projekt und war bei der ersten Feasibility Studie 1992 über die Mitgliedschaft im Technical Advisory Board beteiligt. Bis zur Inbetriebnahme im Jahr 2016 engagierte sich Hannes Aiginger auf technischer, politischer und wissenschaftlicher Ebene für die Realisierung dieses Großprojekts MedAustron.

## Auszeichnungen
- 1969 Kardinal-Innitzer-Preis
- 1991: Bunsen-Kirchhoff-Preis der Gesellschaft Deutscher Chemiker für "Analytische Spektroskopie"[8]
- 1996: "Outstanding Service Award" of the International Radiation Protection Association (IRPA) for organizing IRPA 9 World Congress as Scientific Secretary[9]
- Ehrenmitglied des Österreichischen Verbands für Strahlenschutz[10]